# Mimosa dormiens
Mimosa dormiens är en ärtväxtart som beskrevs av Carl Ludwig von Willdenow. Mimosa dormiens ingår i släktet mimosor, och familjen ärtväxter. Inga underarter finns listade i Catalogue of Life.